# موسیقی زیرزمینی

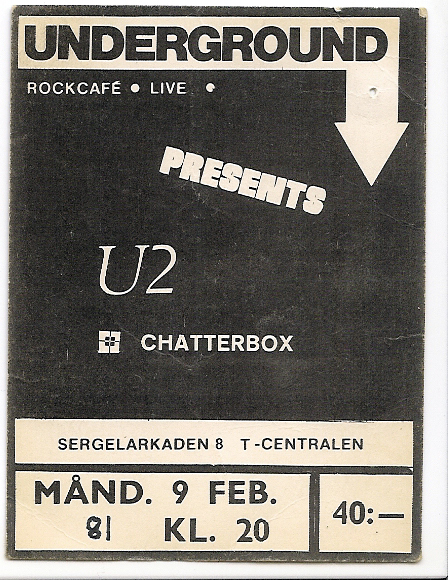
پوستر سوئدی که گروه‌های موسیقی زیرزمینی را تبلیغ می‌کند.

موسیقی زیرزمینی مجموعه‌ای از سبک‌های موسیقی می‌باشد که در زمان تولید خود مورد توجه ناشران و تهیه‌کنندگان قرار نمی‌گیرد و معمولاً با سبک زندگی و ارزش‌های طبقه متوسط دنیای سرمایه‌داری در تضاد است. این نوع موسیقی از سوی نظام حاکم به رسمیت شناخته نشده است و در مکانی که موقعیت رسمی ندارد و در استودیوهای خانگی به صورت مخفیانه و با مضامین اعتراض‌گونه تولید می‌شود.از مهم‌ترین ویژگی‌های این نوع موسیقی قابلیت جذب مخاطبان نخبه و صاحب اندیشه و همین‌طور عام و مردم عادی می‌باشد.